# Michael Habetin
Michael Habetin (Innsbruck, 4 giugno 1991) è un giocatore di football americano austriaco, che gioca come offensive tackle per i Tirol Raiders.
Ha iniziato a giocare per gli Innsbruck Patriots, per poi passare il resto della carriera ai Tirol Raiders.

## Palmarès
- 3 Eurobowl (Tirol Raiders, 2008, 2009, 2011)
- 1 ECTC Championship (Tirol Raiders, 2019)
- 3 CEFL Bowl (Tirol Raiders, 2017, 2018, 2019)
- 6 Austrian Bowl (Tirol Raiders, 2011, 2015, 2016, 2018, 2019, 2021)